# Disperse Red 60
Disperse Red 60 ist ein Anthrachinonfarbstoff aus der Gruppe der Dispersionsfarbstoffe.
Da Disperse Red 60 in großem Maßstab produziert wird, wurde seiner Entsorgung bzw. seinem Abbau große Aufmerksamkeit gewidmet.

## Verwendung
Disperse Red 60 wird zum Färben und Bedrucken von Polyester und Mischgeweben verwendet.

## Eigenschaften
Disperse Red 60 neigt beim Färben von Polyester zu leichten Färbefehlern, die sich in zufälligen blauen Flecken zeigen. Ursache ist das Vorhandensein der blauen Nebenkomponente 1-Amino-2-phenoxy-10-hydroxy-4,9-anthrachinon in dem technischen Produkt: